# プラフラーダ

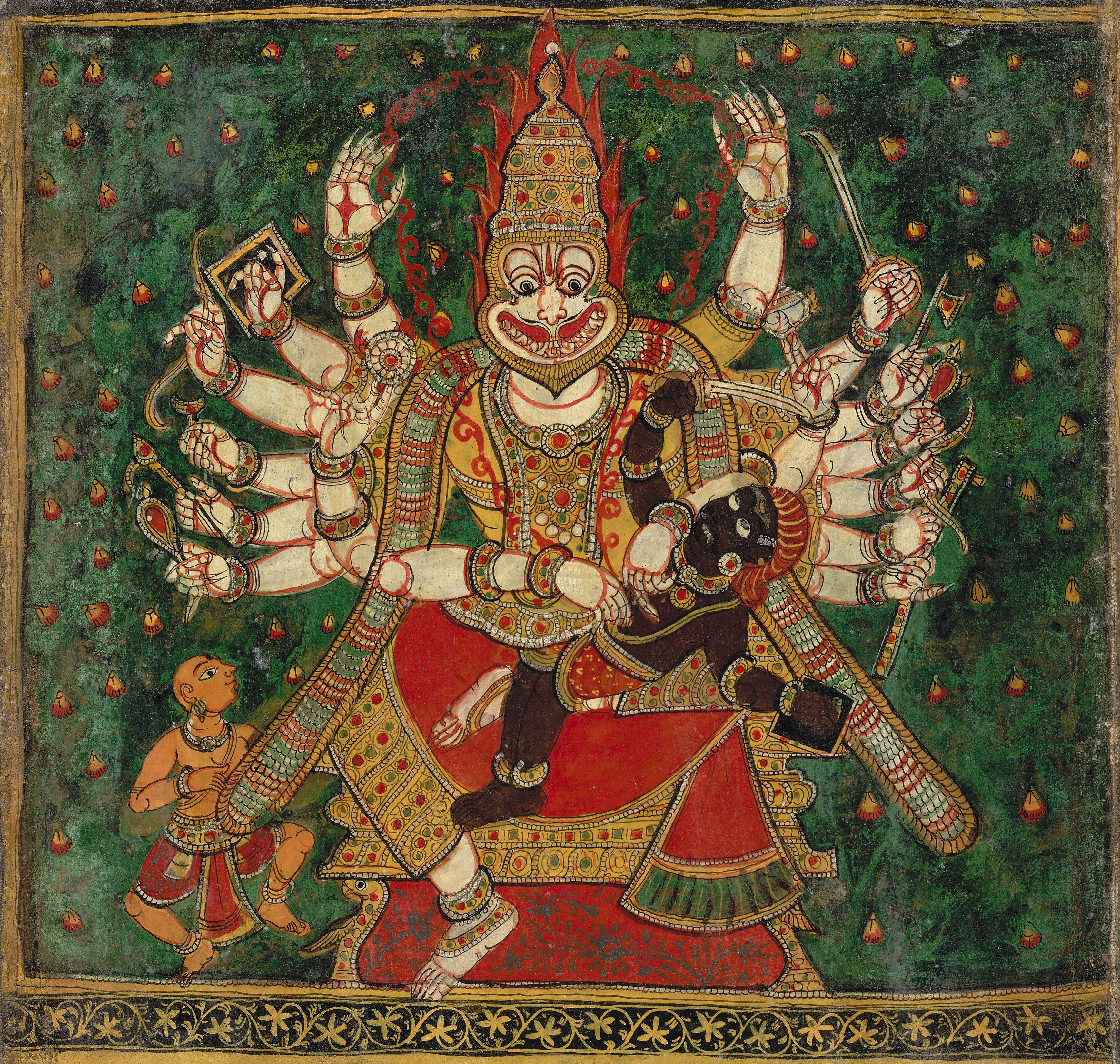
ナラシンハ。膝の上にヒラニヤカシプ。後ろにプラフラーダ

プラフラーダ（梵: प्रह्लाद, Prahlāda）とは、インド神話に登場するアスラである。ダイティヤ族に属し、父はヒラニヤカシプ、子はヴィローチャナである。

## 概要

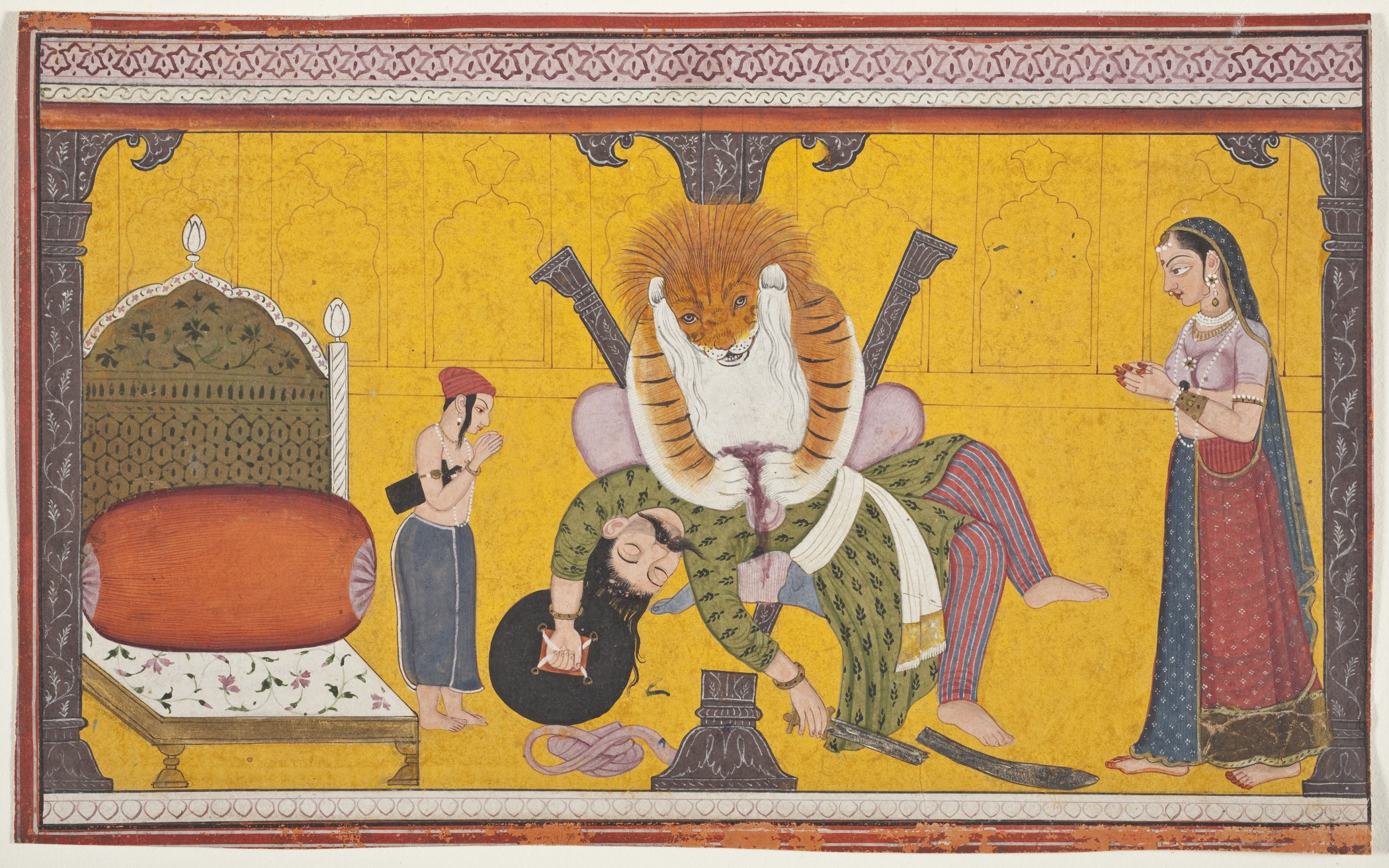
ヴィシュヌの化身ナラシンハ（人獅子）

プラフラーダは天界をデーヴァ神族から奪って天をも治めたアスラ王ヒラニヤカシプの子であるにもかかわらず、天敵デーヴァ神族のヴィシュヌ神を幼少期から献身的に信仰していた。ヒラニヤカシプはこれに激怒しプラフラーダを殺そうとしたが、ヴィシュヌを信仰するあまり加護を得ているため部下はプラフラーダを殺すことができなかった。プラフラーダは父から師の元に追いやられたが、ヴィシュヌへの信仰を続けて解脱したという。
別の神話では、プラフラーダはヒラニヤカシプの命令で自分を殺しに来た人にもヴィシュヌの教えを必死に説いたので、その人もヴィシュヌを崇拝するようになったという。プラフラーダは父にもヴィシュヌの教えを説き、広間の柱にさえヴィシュヌがいると話した。激怒したヒラニヤカシプがその柱を蹴った時、突如柱の中からヴィシュヌの化身ナラシンハ（人獅子）が現れ、父ヒラニヤカシプを抹殺した。その後プラフラーダはアスラの王となってパーターラに住んだという。